# Марне (Германия)
Марне (нем. Marne) — город в Германии, в земле Шлезвиг-Гольштейн.
Входит в состав района Дитмаршен. Население составляет 5825 человек (на 31 декабря 2010 года). Занимает площадь 4,83 км². Официальный код — 01 0 51 072.

## Знаменитые земляки
- Мюлленгоф, Карл Виктор (1818—1884) — немецкий филолог